# Clitopa bohemani
Clitopa bohemani är en skalbaggsart som beskrevs av Blanchard 1851. Clitopa bohemani ingår i släktet Clitopa och familjen Melolonthidae. Inga underarter finns listade i Catalogue of Life.